# 雷姆瑟
雷姆瑟（德語：Remse）是德国萨克森州的市镇，隶属于茨维考县。总面积为14.79平方千米，截至2023年12月31日总人口为1,612人。